# Phan Bội Trân
Phan Bội Trân là một doanh nhân, kỹ sư cơ khí và là một chuyên gia về sản xuất tàu ngầm người Pháp gốc Việt. Ông cũng là người Việt Nam đầu tiên chế tạo và vận hành thành công hệ thống tàu ngầm mini nhằm phục vụ trong du lịch. Hiện ông đã sản xuất một chiếc tàu ngầm mini để xuất sang Malaysia trong số 5 chiếc đặt hàng cũng từ quốc gia này.

## Sự nghiệp
Phan Bội Trân tên thật là Phan Bội An sinh năm 1954 tại Huế. Ông là hậu duệ của danh nhân Phan Bội Châu..
Năm 1974, khi 20 tuổi, ông Trân đã sang Pháp du học ngành hóa học, chuyên ngành về composite và nhựa kỹ thuật của trường đại học Marseille.
Năm 1978, ông Trân tốt nghiệp đại học và làm việc cho công ty Comex của Pháp chuyên làm tàu ngầm và vỏ máy bay trực thăng.
Năm 2006, ông thành lập công ty tại Việt Nam thiết kế máy móc, vỏ tàu, xe đạp điện, đồ chơi trẻ em.
Năm 2010, ông được cho là người Việt đầu tiên chế tạo tàu ngầm mini với chiếc tàu mang tên Yết Kiêu.

## Chế tạo tàu ngầm mini
Kỹ sư Trân rất đam mê sáng và suy nghĩ táo bạo, ông quyết định chế tạo một chiếc tàu ngầm mini bằng chất liệu composite.
Ông bắt đầu công việc với nhiều khó khăn như tính toán để chắc chắn rằng để thật sự tàu ngầm chế tạo hoàn toàn ở Việt Nam. Ông chuẩn bị nhiều thứ gồm vật liệu được sản xuất tại Việt Nam bao gồm vỏ và nhiều thiết bị thiết yếu khác. Duy nhất động cơ của tàu ngầm là phải nhập từ Pháp.

### Sản phẩm đầu tiên
Sau một năm thực hiện, tàu ngầm đã hoàn tất với thân tàu được chế tạo bằng composite. Thân tàu dài 3,2m, bề ngang 1m, cao 1,5m, nặng 1 tấn, chở được 1 người.
Do được chế tạo từ composite nên tàu có khối lượng nhẹ di chuyển nhanh và giá thành chế tạo rẻ hơn các loại tàu ngầm vỏ thép. Việc thiết kế vỏ bằng composite cũng khiến tàu có khả năng "tàng hình", do loại chất liệu này không phản xạ tia từ điện, khiến radar không thể phát hiện ra tàu.
Để thử nghiệm chạy tàu, ông Trân đã tự làm hồ nước bằng ván ép, chống thấm nước cho tàu thử chạy. Sau đó nhờ sự giúp đỡ của Hội Biển TP.HCM và trường trung cấp kỹ thuật Hải quân TP.HCM, tàu được thử nghiệm tại hồ bơi của trường trung cấp kỹ thuật Hải quân. Lần chạy thử tại biển Cần Giờ, tàu có thể di chuyển, lặn sâu được 70m.

### Xuất khẩu
Ngoài một doanh nghiệp ở Thành phố Hồ Chí Minh đang thương lượng để mua tàu ngầm của ông Phan Bội Trân nhằm hoạt động trong lĩnh vực lắp đặt cáp ngầm dưới đáy biển, lô hàng đầu tiên của ông đã được xuất sang Malaysia với giá 3.500 USD mỗi chiếc nhằm phục vụ cho du lịch biển. Đối tác Malaysia của ông Trân có thể đặt thêm 50 chiếc nữa với 2 phiên bản chở 1 hoặc 2 người và được trang bị nắp kính để quan sát bên ngoài.

## Câu nói
- "... Đừng vội quy kết những sản phẩm trí tuệ của người dân chỉ là thứ đồ chơi của kẻ lắm tiền. Ở Việt Nam, người nhiều tiền không hiếm, nhưng người biết dùng tiền vì một mục đích cao đẹp, đặc biệt vì Tổ quốc, chủ quyền quốc gia thì có vẻ như không nhiều".[9]